# Svatý grál

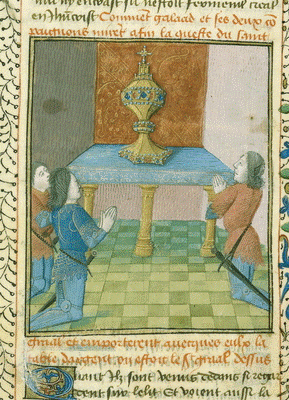
Uctívání svatého grálu rytíři kulatého stolu (13./15. století)

Grál je bájný předmět známý z pověstí o Artušovi, který hledají rytíři kulatého stolu.
Na konci 12. století Robert de Boron ztotožnil svatý grál s kalichem, ze kterého pil Ježíš Kristus při poslední večeři a do kterého prý Josef Arimatijský zachytil trochu Kristovy krve. Založil pak společenstvo pro ochranu grálu, které se schází u stolu na paměť Poslední večeře, a grál pak předal do držení Králi Rybáři. 
Svatý grál tak byl považován za totéž co svatý Kalich, pohár z poslední večeře, který je používán jako symbol v křesťanském umění a který existoval i jako domnělé relikvie uchovávané v některých křesťanských místech. K legendám o svatém grálu se církve staví rezervovaně, obsahují problematické prvky a vycházejí z nekanonických, apokryfních pramenů.

## Etymologie
Slova graal ve starofrancouzštině, grazal v okcitánštině, gresal ve starokatalánštině označovala určitý druh nádobí, servírovací talíř či mísu. Tato slova se odvozují ze středověkých latinských slov gradalis, gradalus, které snad pochází z řeckého krátér nebo od gradus, „stupeň“, podle chodů, částí jídla, které se na nich servírovaly.
Přívlastek svatý je odvozen od posvátného charakteru grálu spojeného zejména s legendou o jeho původu spojeném s Ježíšem Kristem.
Pozdně středověký je smyšlený původ sousloví san graal („svatý grál“) ze sang réal („královská krev“). Motiv svatého grálu jako označení pro údajné potomky Ježíše Krista „královské krve“ byl pak využit v moderní beletrii a konspiračních teoriích.

## Nejstarší zpracování tématu

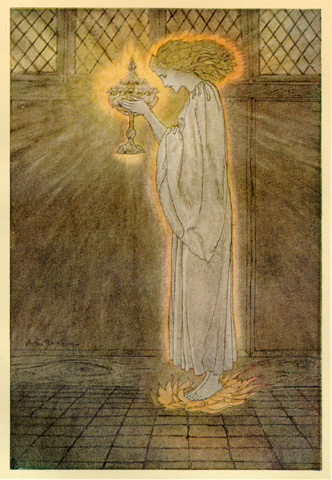
Ilustrace Arthura Rackhama, 1917

Nejpočetnější skupina příběhů a hmotných památek, označovaných jako svatý grál, souvisí s křížovými výpravami do Svaté země a s osvobozováním Pyrenejského poloostrova od Maurů (reconquistou) . Podle veršovaných či prozaických příběhů keltských autorů z Británie a Bretaně vznikaly ve 12. a 13. století rozsáhlé veršované romány francouzských básníků, které dějiště přenesly do prostředí rytířských dvorů a na bojiště. Pověst o Grálu a hrdinovi Parsifalovi (také Perceval, keltsky Peredur) byla přenesena na dvůr krále Artuše, na němž žilo mnoho vynikajících rytířů a grál se stal nástrojem jejich obřadů u kulatého stolu.  Chrétien de Troyes sepsal tento epos koncem  12. století, kdy se rytíři již vrátili či vraceli s kořistí drahocenných nádob z Byzance i ze zámoří. 
- Chrétien de Troyes napsal na konci 12. století nedokončené Perceval le Galois ou les Contes du Graal (česky: Gal Parsifal aneb Příběhy grálu)
- Okolo roku 1200 složil Francouz Robert de Boron působící na dvoře hraběte Gautiera de Montbéliard svoji Grand estoire dou Graal, (česky Velká historie grálu)  formou epické básně o 3514 verších, ta bývá považována za nejdůležitější starofrancouzské literární dílo o Grálu. Robert de Boron již zhmotnil Grál do číše, jež byla užita u Poslední večeře a do níž později Josef z Arimatie zachytil Kristovu vytékající krev. Inspirací se Boronovi  stal patrně apokryf Nikodémova evangelia ze 2.–3. století, později známý jako „Pilátovy spisy“. Přináší zprávu o odsouzení a smrti Ježíše Krista, kterou římský místodržitel Pilát údajně poslal císaři Tiberiovi do Říma.
- Německý dvorský básník Wolfram von Eschenbach napsal mezi lety 1197 a 1210 svého Parsifala, jeden z největších eposů německého středověku. Jako předloha mu posloužilo básnické dílo Chrétiena de Troyes. Ideální postava Wolframova díla, Parsifal se přes všechny pochybnosti, bolesti a zkoušky postupně z reálného pozemského rytíře stane neohroženým hrdinou ideálním  a je po zásluze korunován králem Grálu. Wolfram von Eschenbach popisuje Grál jako kouzelný, zářící drahokam s magickými vlastnostmi, seslaný na zem anděly. Člověku, který na něj pohlédne, přinese nesmrtelnost. Grál je kámen, který dává rytíři životadárnou sílu, nazývá se „Lapis exillis“ ', mezi jinými převládá význam „z nebe spadlý“. Jednou za rok, na Velký pátek, slétne z nebe holubice Ducha svatého a položí na tento kámen hostii, tím jej posvětí a obnoví jeho síly. Kromě toho rytíř potřebuje také bojové štěstí, které mu zajišťuje kouzelný meč.

## Pozdější legendy

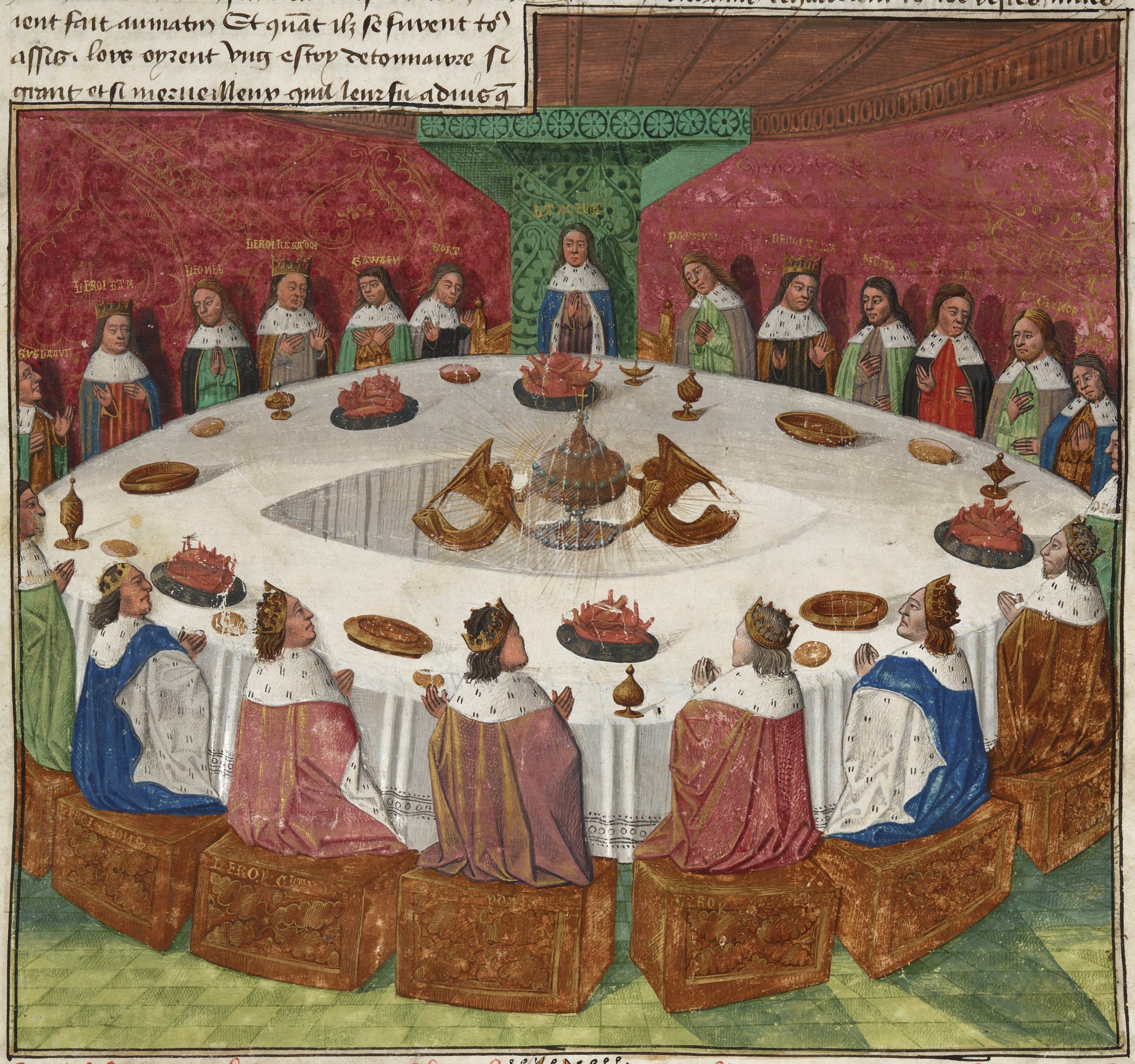
Král Artuš a rytíři kulatého stolu při oslavě Svatodušních svátků. Svatý grál se zjevuje jako zářící mísa s víkem, ilustrace francouzského rukopisu legendy z r. 1470

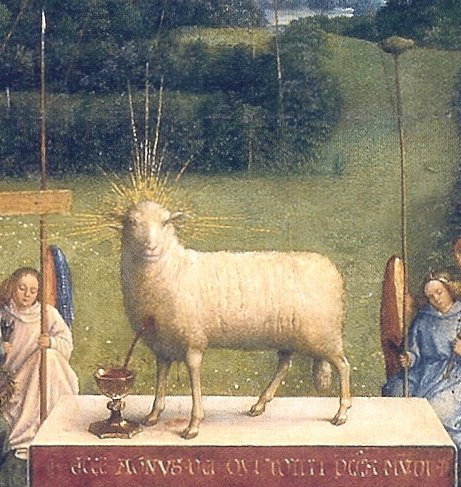
Jan van Eyck:Beránek Boží, obětovaný na Gentském oltáři, 1432

Josef z Arimatie, který si vyžádal od Piláta mrtvé tělo Krista, aby je se svými přáteli pohřbil, měl hned po ukřižování, dříve než bylo tělo sňato z kříže,  do poháru zachytit krev, prýštící z Kristových ran. Jde o apokryfní epizodu, která v Novém zákoně není popsána. Další osud této nádoby má v historii několik legendárních výkladů, všechny souvisejí s rytířskými eposy a rytířskou kulturou raného až vrcholného středověku:
- Podle jedné legendy Josef Arimatijský s Máří Magdalenou a grálem putovali z Jeruzaléma do Francie (tehdy římské provincie Galie). Grál zde měl chránit rytířský řád templářů, založený ovšem až roku 1120, takže příběh musel překlenout deset století pomocí ztráty, uschování a zázračného znovunalezení. Ve fantasy literatuře se objevují i hypotézy o potomcích Krista a Marie Magdalény, kteří grál přechovávali. Spekuluje se dokonce, že svatý grál zosobňuje Máří Magdalénu, a že kalich znázorňuje starý symbol ženství – ženské lůno.[3]
- Ve velšské básni z 6. století se objevila patrně nejstarší verze příběhu o svatém Grálu [zdroj⁠?!] a výpravě družiny válečníků pod vedením anglického krále Artuše (kolem roku 500 našeho letopočtu) do Annwnu, na keltský onen svět, respektive zásvětí. Muži se plavili po moři a zaplétali se do nebezpečných dobrodružství. Jejich cílem bylo nalézt blíže nepopsanou kouzelnou nádobu, kterou střeží devět panen.
- Podle jiné verze legendy Svatý grál s rodinou Josefa Arimatijského  dorazil do Glastonbury ve Velké Británii, kde byla založena první britská křesťanská obec. Odtud se odvozuje znalost a přítomnost grálu na Artušově kulatém stole.

## Přenesený význam
Jako svatý grál bývají označovány nedosažitelné předměty nebo myšlenky, které se snaží člověk vyzkoumat nebo rozluštit, čímž by měl dosáhnout zásadního pokroku.
V různých vědních oborech bývá za svatý grál označován např. lék na rakovinu, porozumění lidskému genomu, prokázání mimozemského života, antigravitační zařízení, studená fúze nebo teleportace.
V souvislosti se získáním nějakého předmětu může jít například o nákup večerních šatů.

## Odraz v umění
Grál inspirovala francouzská zpěvačka a písničkář Nolwenn Leroy pro její píseň „Mystère“, která vyšla na jejím albu Histoires Naturelles z roku 2005 ("Mais comment ai-je pu trouver normal / Que le Graal ne soit que de métal ?"). 